# Mode phrygien
Pour les articles homonymes, voir Bonnet phrygien et Phrygien (langue).
Le mode phrygien  anciennement dorien  peut se référer à l'une de ces trois notions : le nom s'applique à l'une des harmoniai ou tonoi de la Grèce antique, fondée sur un type d'octave particulier ou gamme ; à l'un des modes médiévaux ; à un mode musical ou gamme diatonique, relative au mode médiéval.
L'échelle d'origine commence sur le mi.
Ce mode commence par un demi-ton, tout comme le mode locrien. Il est très présent dans la musique espagnole ou tzigane.
Le mode phrygien moderne est une gamme diatonique correspondant au schéma suivant :
½ton - Ton - Ton - Ton - ½ton - Ton - Ton
ou de façon abrégée :
½-1-1-1-½-1-1
Dans son ouvrage Della natura et operatione di tutti gli tuoni (Venise, 1525), le théoricien Pietro Aaron, écrit : « Parfois, l'animosité et la colère sont utiles : par exemple au général lorsque son armée et lui se mobilisent et souhaitent intimider l’ennemi. Dans ce cas, le chanteur se sert du mode phrygien, car celui-ci enflamme la colère et échauffe les
esprits. ».

## Liste des gammes en mode phrygien
La lecture audio n'est pas prise en charge dans votre navigateur. Vous pouvez télécharger le fichier audio.
La lecture audio n'est pas prise en charge dans votre navigateur. Vous pouvez télécharger le fichier audio.
La lecture audio n'est pas prise en charge dans votre navigateur. Vous pouvez télécharger le fichier audio.
La lecture audio n'est pas prise en charge dans votre navigateur. Vous pouvez télécharger le fichier audio.
La lecture audio n'est pas prise en charge dans votre navigateur. Vous pouvez télécharger le fichier audio.
La lecture audio n'est pas prise en charge dans votre navigateur. Vous pouvez télécharger le fichier audio.
La lecture audio n'est pas prise en charge dans votre navigateur. Vous pouvez télécharger le fichier audio.
La lecture audio n'est pas prise en charge dans votre navigateur. Vous pouvez télécharger le fichier audio.
La lecture audio n'est pas prise en charge dans votre navigateur. Vous pouvez télécharger le fichier audio.
La lecture audio n'est pas prise en charge dans votre navigateur. Vous pouvez télécharger le fichier audio.
La lecture audio n'est pas prise en charge dans votre navigateur. Vous pouvez télécharger le fichier audio.
La lecture audio n'est pas prise en charge dans votre navigateur. Vous pouvez télécharger le fichier audio.
La lecture audio n'est pas prise en charge dans votre navigateur. Vous pouvez télécharger le fichier audio.
La lecture audio n'est pas prise en charge dans votre navigateur. Vous pouvez télécharger le fichier audio.
La lecture audio n'est pas prise en charge dans votre navigateur. Vous pouvez télécharger le fichier audio.

## Œuvres

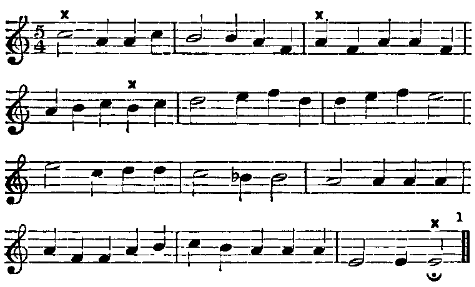
Illustration de lEncyclopédie Biblica (Encyclopaedia Biblica, 1903) : Fragment musical des soterias trouvés à Delphes en 1893. La musique est dans le mode dorien grec, qui correspond au mode phrygien moderne.

- Bach, Aus tiefer Not schrei’ ich zu dir, pour orgue, BWV 686 (Choralbearbeitungen, Clavierübung, vol. III) (1739)
- Liszt, Rhapsodie hongroise no 2 (1847)
- Brahms, Symphonie no 4 (1885) — mouvement lent (thème)
- Nikolaï Rimski-Korsakov, Shéhérazade (1888) — thème à la clarinette dans le premier mouvement
- Léon Boëllmann, Rondel dans le mode phrygien pour voix et piano, sur un texte de J. Froissart (vers 1891)
- Jehan Alain, Ballade en mode phrygien, pour orgue (1930)
- Philip Glass, Satyagraha : Evening Song (acte III, sc. 3) (1979)
- Gil Evans, Solea (album : Sketches of Spain, 1960)
- Paco de Lucía, Solea

## Lecture complémentaire
- Michael Hewitt, Musical Scales of the World, The Note Tree, 2013,  (ISBN 978-0957547001)